# Bitröta
Bitröta kallas fenomenet där enskilda bitar (ettor och nollor) på ett lagringsmedium blir förvanskade med tiden.
Fenomenet beror på att skillnaden mellan ettor och nollor i det fysiska lagringsmediet - till exempel magnetiska laddningar på en hårddisk eller magnetband eller färgvariationerna i datalagret hos DVD- och CD-skivor - minskar med tiden. I vissa fall kan mindre läsfel korrigeras med algoritmer för felkorrigering, men vid tillräckligt omfattande fel blir mediet oläsligt eller ger felaktiga data när det avläses.
Bitröta är en typ av dataförlust som kan motverkas genom att följa rekommendationer om lämplig miljö (temperatur, luftfuktighet med mera) för mediet, samt med lämpliga tidsintervall testa läsbarhet och kopiera informationen till nytt lagringsmedium.

## Fysisk bitröta
Fysisk bitröta beror på att inga material är helt beständiga. Fysisk förändring i lagringsmediumet kan omöjliggöra korrekt avläsning.
Magnetband, såväl analoga som digitala, liksom disketter, består av olika skikt där speciellt bindemedel i magnetskikt har visat sig ha en begränsad livslängd på så lite som 10 år.
CD- och DVD-skivor har ett färglager som lagrar informationen som färgvariationer. Speciellt hos inspelningsbara CD-R och DVD-R-skivor kan färglagret degraderas med tiden, där livslängden hos den lagrade informationen påverkas av ett stort antal faktorer som förvaringen av skivorna före och efter bränning, bränn-utrustningens kvalitet och skivans kvalitet. Livslängder på mindre än två år har observerats i vissa fall för CD-R-skivor.

## Överförd betydelse
Ibland används termen bitröta också i överförd betydelse, om situationer där lagrad data inte degraderats fysiskt, men där omgivningen förändrats så att effekten är liknande. Det kan då vara frågan om att texter lagrats i dokumentformat som inte längre stöds av tillgängliga program och för vilka ingen beskrivning finns tillgänglig. Data kan vara lagrad på media som inte kan läsas med tillgänglig utrustning. Datorprogram kan ha fel som kommer i dagen i den moderna miljön, eller programmoduler eller patchfiler som inte fungerar ihop med programmets moderna versioner.
Ett välkänt exempel är den så kallade millenniebuggen, där en del årtal angivna med två siffror (YY istället för YYYY) blev tvetydiga efter millennieskiftet år 2000.
På engelska kallas detta software rot.